# 王晨 (乒乓球运动员)
王晨（1971年1月14日—），出生于上海，美籍华裔女子乒乓球运动员。她曾代表中国获得1997年世界乒乓球锦标赛女子团体金牌。后来曾代表美国参加2008年北京奥运，她在2008年北京奥运后退役。